# Oriolus traillii
Oriolus traillii е вид птица от семейство Oriolidae.

## Разпространение
Видът е разпространен в Бангладеш, Бутан, Виетнам, Индия, Камбоджа, Китай, Лаос, Мианмар, Непал и Тайланд.